# Adolf Armbruster (Historiker)
Adolf Armbruster (* 7. Dezember 1941 in Tălmaciu, Kreis Sibiu, Königreich Rumänien; † 8. März 2001 in Vălenii de Munte, Kreis Prahova, Rumänien) war ein rumänischer Historiker siebenbürgisch-sächsischer Herkunft. Von 1960 bis 1965 studierte er Geschichte in Bukarest an der Universität Bukarest. Von 1965 bis 1980 war er am Geschichtsinstitut „Nicolae Iorga“ tätig. Später, nach seiner legalen Emigration aus dem kommunistischen Rumänien im Jahr 1981, arbeitete er als wissenschaftlicher Forscher an der Universität Tübingen in Westdeutschland.
Später wurde er Kulturberater bei der Landsmannschaft der Buchenlanddeutschen mit Sitz in München, für die er zahlreiche Bücher herausgab. Er spezialisierte sich auf die historischen Beziehungen zwischen den Siebenbürger Sachsen und Rumänen sowie auf die Kontinuität des rumänischen Volkes auf dem Gebiet Rumäniens. Eines seiner berühmtesten und wichtigsten Werke ist Romanitatea românilor. Istoria unei idei (Die Romanität der Rumänen. Die Geschichte einer Idee).